# Svatý Hadrián
Hadrián nebo také Hadrián z Nikomédie (3. století – 4. března 306) byl světec a mučedník, který je uctíván v katolické církvi.

## Život
Byl důstojníkem císařského vojska a jako takový byl během pronásledování křesťanů svědkem jejich mučení pro víru. Zmučených věřících se vyptával, proč podstupují taková muka. Jejich svědectví jej zaujalo, začal se o křesťanství zajímat. Nakonec se sám křesťanem stal. Se svou vírou se netajil, proto byl zajat a mučen. Zemřel tak, že jeho tělo bylo rozsekáno na kusy. Ostatků se (dle legendy s přispěním deště, který zahnal od mrtvého Hadriána vojáky) zmocnili křesťané a tajně je převezli do Byzance.
Hadriánovy ostatky byly v 7. století převezeny do Říma a uloženy v jemu zasvěceném kostele. Část Hadriánova ramene byla v roce 1109 získána biskupem Danielem I. pro pražskou svatovítskou baziliku, dnešní chrám sv. Víta.